# Lorimer Street / Metropolitan Avenue (metrostation)
Lorimer Street is een station van de Metro van New York aan de Canarsie Line en de Crosstown Line in Brooklyn. De lijnen  en  maken gebruik van dit station.